# Gmina Baborów
Die Gmina Baborów [baˈbɔruf] ist eine Stadt- und Landgemeinde im Powiat Głubczycki der Woiwodschaft Opole in Polen. Ihr Verwaltungssitz ist die gleichnamige Kleinstadt (deutsch Bauerwitz; tschechisch Bavorov) mit fast 3000 Einwohnern.

## Geographie
Die Gemeinde liegt etwa 55 Kilometer südlich von Opole (Oppeln) und 25 Kilometer nordwestlich von Ostrava (Ostrau). Die Landesgrenze zu Tschechien liegt zwei Kilometer südlich. Zu den Gewässern gehört die Zinna.

## Geschichte
Im Jahr 1950 kam die Region zur Woiwodschaft Opole. Diese änderte wiederholt ihren Zuschnitt. Im Jahr 1975 bis wurden die Powiate aufgelöst und die Gemeinde kam bis 1998 zur Woiwodschaft Opole (1975). Der Powiat Głubczycki wurde 1999 wiedergegründet.

## Politik

### Bürgermeister
An der Spitze der Stadtverwaltung steht der Bürgermeister. Seit 2018 ist dies Tomasz Krupa. Zuvor war dies Elżbieta Kielska. Die turnusmäßige Wahl im Oktober 2024 führte zu folgendem Ergebnis:
- Tomasz Krupa (Wahlkomitee „Tomasz Krupa – Im Herzen der Gemeinde Baborów“) 63,7 % der Stimmen
- Elżbieta Kielska (Wahlkomitee Elżbieta Kielska) 36,3 % der Stimmen

Damit wurde Amtsinhaber Krupa bereits im ersten Wahlgang gegen seine Vorgängerin Kielska wiedergewählt.
Die turnusmäßige Wahl im Oktober 2018 führte zu folgendem Ergebnis:
- Tomasz Krupa (Wahlkomitee „Tomasz Krupa – Umwelt-Gemeinde“) 37,6 % der Stimmen
- Anna Kobierska-Mróz (Wahlkomitee Anna Kobierska-Mróz) 30,9 % der Stimmen
- Elżbieta Kielska (Wahlkomitee „Unsere Gemeinde Baborów“) 30,1 % der Stimmen

In der damit notwendigen Stichwahl, für die sich die bisherige Amtsinhaberin Kielska nicht qualifizieren konnte, konnte sich Krupa mit 52,1 % der Stimmen gegen Kobierska-Mróz durchsetzen und wurde zum neuen Bürgermeister gewählt.

### Stadtrat
Der Stadtrat besteht aus 15 Mitgliedern und wird von der Bevölkerung direkt in Einpersonenwahlkreisen gewählt. Die Gemeinderatswahl 2024 führte zu folgendem Ergebnis:
- Wahlkomitee „Tomasz Krupa – Umwelt-Gemeinde“ 57,0 % der Stimmen, 13 Sitze
- Wahlkomitee Elżbieta Kielska 37,0 % der Stimmen, 2 Sitze
- Wahlkomitee „Wählerdialog“ 6,0 % der Stimmen, kein Sitz

Die Gemeinderatswahl 2018 führte zu folgendem Ergebnis:
- Wahlkomitee „Tomasz Krupa – Umwelt-Gemeinde“ 37,6 % der Stimmen, 8 Sitze
- Wahlkomitee Anna Kobierska-Mróz 36,4 % der Stimmen, 5 Sitze
- Wahlkomitee „Unsere Gemeinde Baborów“ 21,7 % der Stimmen, 2 Sitze
- Wahlkomitee Anna Kiner 4,3 % der Stimmen, kein Sitz

### Partnerstädte
- Hradec nad Moravicí, Tschechien
- Teublitz, Deutschland

## Gliederung
Zur Stadt-und-Land-Gemeinde Baborów gehören neben der namensgebenden Stadt folgende Dörfer, teilweise mit weiteren Ortsteilen:
- Babice (Babitz)
- Baborów (Bauerwitz)
- Boguchwałów (Hohndorf) mit Wierzbno (Neu Würbenthal)
- Czerwonków (Tschirmkau, 1936–45: Schirmke) mit Czerwonków-Osiedle (Tschirmkau Siedlung)
- Dziećmarów (Dittmerau)
- Dzielów (Eiglau)
- Księże Pole (Knispel)
- Raków (Rakau)
- Sułków (bis 2004: Sulków; Zülkowitz, 1936–45: Zinnatal)
- Szczyty (Tscheidt, 1936–45: Maxwaldau)
- Tłustomosty (Stolzmütz) mit Langowo (Langenau)

## Persönlichkeiten
- Max Waldau (Richard Georg Spiller von Hauenschild; 1825–1855), deutscher Schriftsteller; gestorben auf Gut Tscheidt, das 1936 nach ihm in Maxwaldau umbenannt wurde.